# 邗沟大王庙
邗沟大王庙，位于邗江区竹西街道黄金村，黄金坝桥东北侧大王庙广场，坐南朝北，古运河畔。供奉两位吴王：春秋时的夫差和西汉时的刘濞。因此殿内楹联为“一殿两王天下少，庙门朝北世间无”。
邗沟大王庙曾数次重建。嘉庆六年（1801年），两淮盐运司使曾燠重建。咸丰三年（1853年），再度重建，有前后两进各三间，包括配房共十一间。这里也是扬州现存唯一的财神庙，有“借沙还银”的民间传说和“财神胜会”的传统，香火鼎盛。